# SuperFreakonomics
SuperFreakonomics: de afkoeling van de aarde, vaderlandslievende prostituees en waarom zelfmoordterroristen een levensverzekering zouden moeten afsluiten is een oorspronkelijk in 2009 onder de Engelstalige titel SuperFreakonomics: Global Cooling, Patriotic Prostitutes, and Why Suicide Bombers Should Buy Life Insurance uitgebracht boek geschreven door de econoom Steven Levitt en de journalist Stephen J. Dubner. Het boek is de opvolger van de internationale bestseller Freakonomics. Het centrale thema van het boek is dat het menselijk gedrag door (economische) prikkels gestuurd wordt. Deze gedachte wordt op een breed aantal onderwerpen losgelaten.